# Pawieł Szternberg
Pawieł Karłowicz Szternberg (ros. Павел Карлович Штернберг, ur. 2 kwietnia 1865 w Orle, zm. 1 lutego 1920 w Moskwie) – rosyjski astronom i rewolucjonista.

## Życiorys
W 1887 ukończył studia na Wydziale Fizyczno-Matematycznym Uniwersytetu Moskiewskiego, został astronomem obserwatorium tego uniwersytetu, a w 1916 dyrektorem tego obserwatorium, w 1914 otrzymał tytuł profesora. Od 1904 był związany z ruchem komunistycznym, w 1905 wstąpił do SDPRR, w której miał pseudonim "Łunnyj", 1906-1908 był członkiem Biura Wojskowo-Technicznego Komitetu Moskiewskiego SDPRR. W kwietniu 1917 wziął udział w I Wszechrosyjskim Zjeździe Astronomów w Piotrogrodzie, na którym został członkiem Rady Wszechrosyjskiego Związku Astronomicznego, wystąpił też na konferencji partyjnej SDPRR(b), później uczestniczył w formowaniu oddziałów Czerwonej Gwardii i został kierownikiem jej Centralnego Sztabu, a w lipcu 1917 był współorganizatorem Sztabu Operacyjnego przy Centralnym Sztabie Czerwonej Gwardii. Opracowywał plan zbrojnego powstania bolszewików. Podczas rewolucji październikowej brał udział w organizacji ochrony Moskiewskiej Rady Delegatów Robotniczych i Komitetu Moskiewskiego SDPRR(b) i został członkiem Moskiewskiego Komitetu Wojskowo-Rewolucyjnego, uczestniczył w walkach z junkrami na ulicach Moskwy. Po przejęciu władzy przez bolszewików został członkiem Prezydium Moskiewskiego Miejskiego Komitetu Wykonawczego oraz przewodniczącym moskiewskiego gubernialnego Trybunału Rewolucyjnego, później w 1918 członkiem gubernialnego sztabu ds. formowania oddziałów Armii Czerwonej i komisarzem oświaty guberni moskiewskiej oraz członkiem Prezydium Moskiewskiego Gubernialnego Komitetu Wykonawczego. We wrześniu 1918 został członkiem Rady Wojskowo-Rewolucyjnej 2 Armii, później Rady Wojskowo-Rewolucyjnej Frontu Wschodniego. Zmarł na zapalenie płuc.